# David M. Knight
David Marcus Knight (* 30. November 1936; † 19. Januar 2018) war Professor für Wissenschaftsgeschichte und Wissenschaftsphilosophie an der University of Durham. 

## Leben
Der Sohn des Deans of Exeter studierte Chemie am Keble College, Oxford und dann Geschichte der Chemie bei Alistair Cameron Crombie. Er wurde später Professor an der University of Durham und lehrte dort Wissenschaftsgeschichte am Institut für Philosophie.
Auch wenn Knight stark von der Ideengeschichte geprägt wurde, hat er einen eigenen Ansatz entwickelt, der Methoden der Sozialgeschichte, der biographischen Geschichte und der philosophischen Reflexion einbezieht. Er hat Bücher zu vielen wissenschaftshistorischen Themen geschrieben, so zur Chemiegeschichte, zur Naturgeschichte, zur romantischen Naturphilosophie sowie zum Verhältnis von Wissenschaft und Religion. 
Knight war Präsident der British Society for the History of Science und hat während seiner Karriere eine Vielzahl von Preisen erhalten, wie den angesehenen Edelstein Award der American Chemical Society und auch den Templeton Award für seine geschichtlichen Analysen der wechselvollen Beziehungen von Religion und Wissenschaft. Er war als Herausgeber bei Ambix, den Archives of Natural, History Annals of Science, und dem British Journal for the History of Science tätig und hat eine Vielzahl von wissenschaftsgeschichtlichen Buchserien für Cambridge University Press, Routledge und Ashgate Publishers herausgegeben.  
Knight und seine Frau, Sarah, hatten sechs Kinder.

## Monographien
Eigene Bücher
- Atoms and Elements (1967).
- The Nature of Science (1976).
- Ordering the World (1981).
- The Age of Science (1986).
- Natural Science Books in English, 1600–1900 (1989).
- Humphry Davy: Science and Power (1992).
- Science in the Romantic Era (1998).
- Science and Spirituality (2003).
- Public Understanding of Science (2006).
- Voyaging in Strange Seas: The Great Revolution in Science (2014).

Herausgeberwerke
- (mit M D Eddy) Science and Beliefs; from Natural Philosophy to Natural Science (2005),
- (mit M D Eddy), William Paley’s Natural Theology: or, Evidences of the Existence and Attributes of the Deity (2006).